# Monding
De monding van een rivier of andere waterstroom is de plaats waar die stroom in zee, een meer of een andere rivier uitmondt, en daar eindigt.
De monding van een rivier in een zee behoort volgens het volkenrecht tot de binnenwateren.
Aan de weerszijden van de riviermonding worden vaak havenhoofden aangelegd wanneer de rivier gebruikt wordt voor scheepvaart, zodat de haveningang afgeschermd wordt voor golfslag en tegelijk ook om de ophoping van bagger tot een minimum te beperken.
Veel plaatsnamen op -mond (of monde), die gewoonlijk verklaard worden als gelegen aan de monding van, hebben waarschijnlijk eerder te maken met een landschappelijke hoogte.

## Soorten mondingen
- Estuarium: trechtervormige riviermonding met brak water en getijden.
- Liman: meervormige monding door ophoping van sediment
- Rivierdelta: een stelsel van aftakkingen van een rivier, voordat deze in zee of in een groot meer uitmondt